# Wielka Pustelnia Tatewska

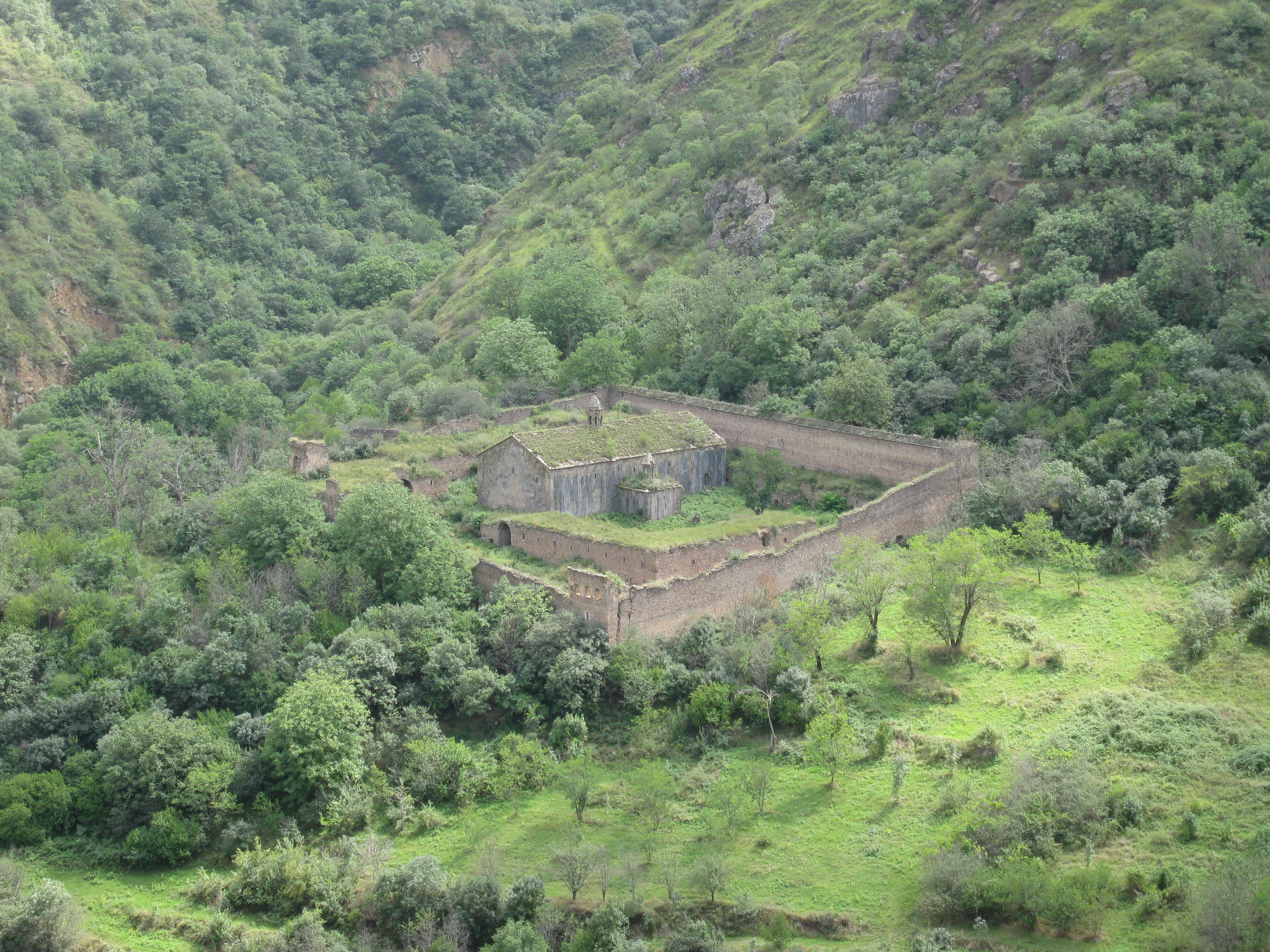
Wielka Pustelnia Tatewska.

Wielka Pustelnia Tatewska – kompleks architektoniczny, znajdujący się na prawym klifie rzeki Worotan w Armenii. Budowę tego kompleksu rozpoczęto w 1660 roku, a głównym powodem było zniszczenie pustelni harantskiej, która znajdowała się na tym samym klifie w 1658 roku. Wspomniana pustelnia została zburzona na skutek trzęsienia ziemi. Patriarcha Hakob podjął decyzję o budowie Wielkiej Pustelni Tatewskiej i przeniesieniu tam dawnego zboru. Pustelnia połączona jest z klasztorem Tatew, za pomocą podziemnego przejścia.
Monastyr Tatew i Wielka Pustelnia Tatewska oraz sąsiadujące tereny w dolinie rzeki Worotan są od 1995 roku wpisane na armeńską listę informacyjną UNESCO.